# Деривативна тужба
Појам Деривативне тужбе, као део Закона о привредним друштвима, појављује се као члан 79, дела 8,
који говори о посебним дужностима према друштву.
Суштинска разлика између индивидуалне и деривативне тужбе се огледа о њиховом правном учинку.
Првом тужбом се штити интерес самог подносиоца, а спор се води у име и за рачун лица које је тужбу поднело. Другом тужбом се штити интерес друштва, а спор се води у име подносиоца тужбе, а за рачун привредног друштва. На тај начин се опредељује и правна природа спора.
Деривативну тужбу (action suite,derivative suit) је овлашћено да поднесе друштво ради накнаде причињене штете од стране лица која имају дужности према друштву а за случај да је не поднесе, тада се као супсидијарни тужиоци могу појавити командитор, члан, односно акционар друштва.
По начелу деривације, наведена лица су овлашћена да поднесу тужбу у своје име, а за рачун друштва. Подизањем деривативне тужбе за рачун друштва „мањински акционар(и)/чланови, заправо, пробијају правни субјективитет друштва, јер се унутар друштва, тј. његових органа, није формирала воља за покретање судског поступка“.

У домаћем законодавству подношење деривативне тужбе је могуће од стране командитора код командитних друштава, од стране чланова код друштва са ограниченом одговорношћу и од акционара код акционарског друштва.

Остварена накнада по основу деривативне тужбе припада привредном друштву, а подносилац тужбе у своје име, а за рачун друштва, који успе у спору, има право само на накнаду парничких трошкова. У противном, ако тужба буде одбијена, све трошкове спора сноси лице које је тужбу поднело.
<references>